# Luciano Civelli
Pour les articles homonymes, voir Civelli.
Luciano Civelli est un footballeur argentin, né le 6 octobre 1986 à Pehuajó, en Argentine, évoluant au poste de milieu de terrain.
Son frère aîné Renato, est également footballeur.

## Biographie
Luciano commence sa carrière lors de la saison 2006-2007 avec l'équipe de CA Banfield, où il restera 2 saisons et demie, s'imposant comme un cadre de l'équipe.
Le 28 janvier 2009 il signe un contrat de trois ans et demi au Ipswich Town FC lors du mercato hivernal pour 800 000 €. Luciano détient un passeport italien, qui lui a permis de signer sans exiger un permis de travail. Il dispute son premier match sous ses nouvelles couleurs le 14 février 2009 au stade Portman Road face au Blackpool FC lors de la 32e journée de la Football League Championship.
Le 17 mars 2009, lors de la 39e journée de la Football League Championship face à Burnley au stade Portman Road, Luciano subit une grave blessure au genou, une rupture des ligaments, qui l'éloigne des terrains pour le reste de la saison. Le 27 mars 2009 il subit avec succès une opération pour réparer ses ligaments endommagés, mais sa rééducation l'exclut des terrains pour une très longue durée.
Après avoir été peu utilisé par Ipswich (17 matchs joués en deux ans et demi) liées à des blessures, il rompt à l'amiable son contrat avec le club le 28 juillet 2011.

## Carrière
| Saison      | Club                 | Pays             | Championnat        | Coupes nationales | Coupes Continentales | Sélection Argentine |
| ----------- | -------------------- | ---------------- | ------------------ | ----------------- | -------------------- | ------------------- |
| 2006 - 2007 | Banfield             | Primera división | 18 matchs          | -                 | 2 matchs             | -                   |
| 2007 - 2008 | Banfield             | Primera división | 34 matchs / 6 buts | -                 | -                    | -                   |
| 2008 - 2009 | Banfield             | Primera división | 15 matchs / 2 buts | -                 | -                    | -                   |
| 2008 - 2009 | Ipswich Town         | FL Championship  | 8 matchs           | -                 | -                    | -                   |
| 2009 - 2010 | Ipswich Town         | FL Championship  | -                  | -                 | -                    | -                   |
| 2010 - 2011 | Ipswich Town         | FL Championship  | 9 matchs           | -                 | -                    | -                   |
| 2011 - 2012 | Club Libertad        | Primera división | 35 matchs / 5 buts | -                 | 18 matchs / 2 buts   | -                   |
| 2012 - 2013 | Universidad de Chile | Primera división | 10 matchs / 3 buts | 3 matchs          | 1 match / 1 but      | -                   |